# Дубовка
Дубовка (рус. Дубовка) град је у Русији у Волгоградској области. Према попису становништва из 2010. у граду је живело 14347 становника.

## Становништво
| 1939.  | 1959.  | 1970.  | 1979.  | 1989.  | 2002.  | 2010.  |
| ------ | ------ | ------ | ------ | ------ | ------ | ------ |
| 10.649 | 11.701 | 13.355 | 15.015 | 13.668 | 15.083 | 14.347 |